# Gradišče pri Trebnjem
Gradišče pri Trebnjem je naselje v občini Trebnje.
Gradišče pri Trebnjem je gručasto naselje vzhodno od Trebnjega na istoimenski vinski gorici (440 m). Na prisojnih legah so vinogradi, sadovnjaki in manjše njivske površine, na osojah pa mešani gozd s prevlado bukve in gabra. V najnižjih legah so travniki, vinogradniki pa v svojih vinogradih večinoma pridelujejo dolenjskega posebneža, cviček. Gradišče je ime dobilo po utrjenem prazgodovinskem gradišču, v bližini pa so tudi razvaline dveh lanšpreških gradov. Starejši utrjeni grad je stal na visokem hribu in je bil sprva last lanšpreških gospodov, v času Valvasorja pa je bil že v razvalinah. Okoli 3 km severovzhodno od njega pa je rodbina Gallenbergov v 16. stoletju sezidala novo graščino, ki je bila nazadnje last rodbine Wurzbach, nato so v njem do leta 1945 bivale nune, danes pa propada.